# Karl Baur (Bildhauer)

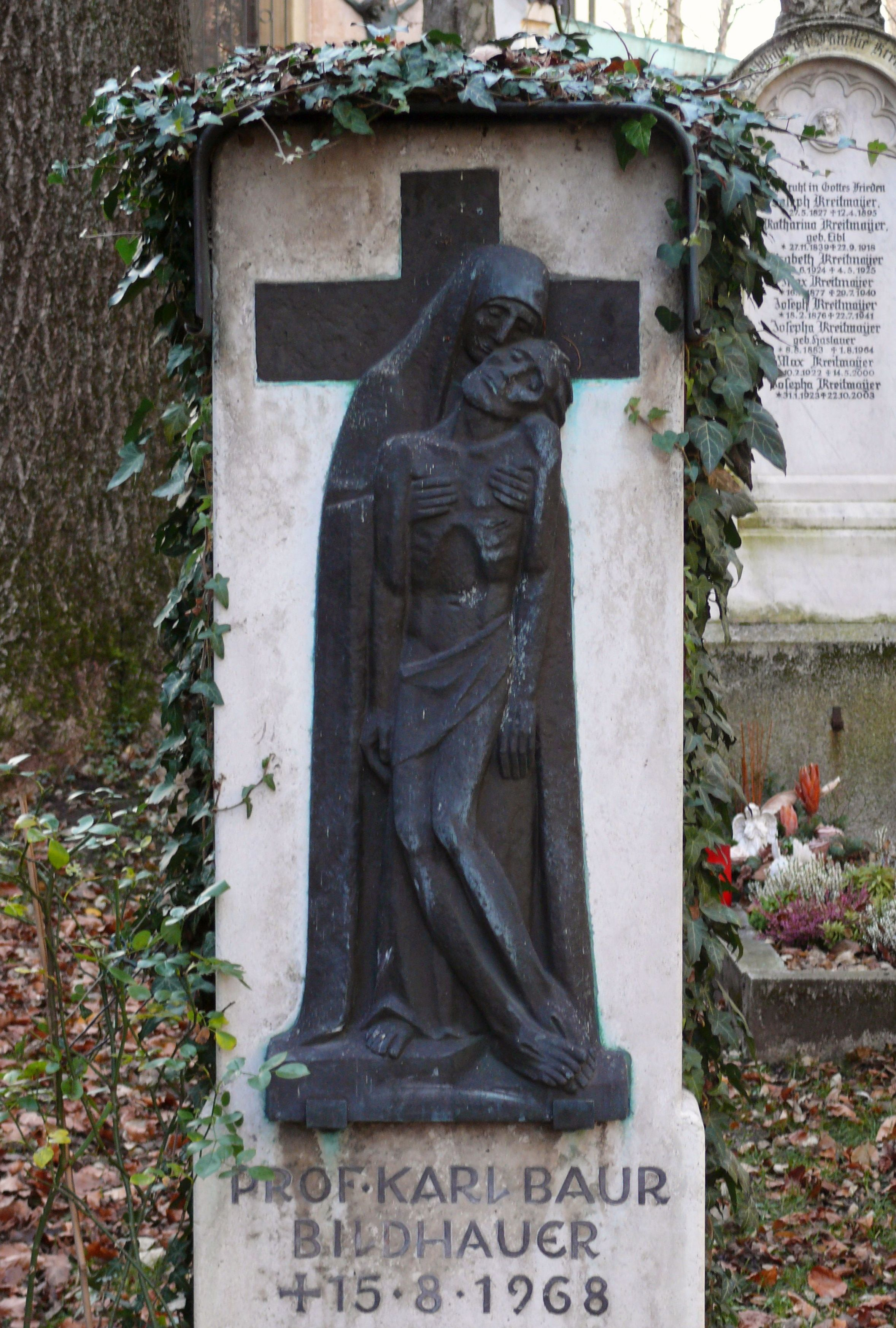
Grab von Karl Baur auf dem Winthirfriedhof in München-Neuhausen

Karl Baur (* 21. Dezember 1881 in München; † 15. August 1968 ebenda) war ein deutscher Bildhauer.

## Leben
Karl Baur studierte an der Akademie der Bildenden Künste München bei Wilhelm von Rümann, Adolf von Hildebrand und Erwin Kurz. Er war für den Archäologen Adolf Furtwängler (1853–1907) an der Rekonstruktion der Ägineten in der Münchener Glyptothek beteiligt. Die meisten von Baurs an der Renaissance orientierten Werke lassen sich der christlichen Kunst zuordnen, aber auch einige Kriegerdenkmäler (Immelstätten und Gundremmingen) stammen von seiner Hand.
Seine Werke wurden regelmäßig auf der Münchener Kunstausstellung im Glaspalast München sowie 1957 in einer Einzelausstellung der Gesellschaft für christliche Kunst in München ausgestellt.
Sein Grab befindet sich auf dem Winthirfriedhof in München-Neuhausen.

## Werke (Auswahl)
- 1904: Brunnen in Deggendorf

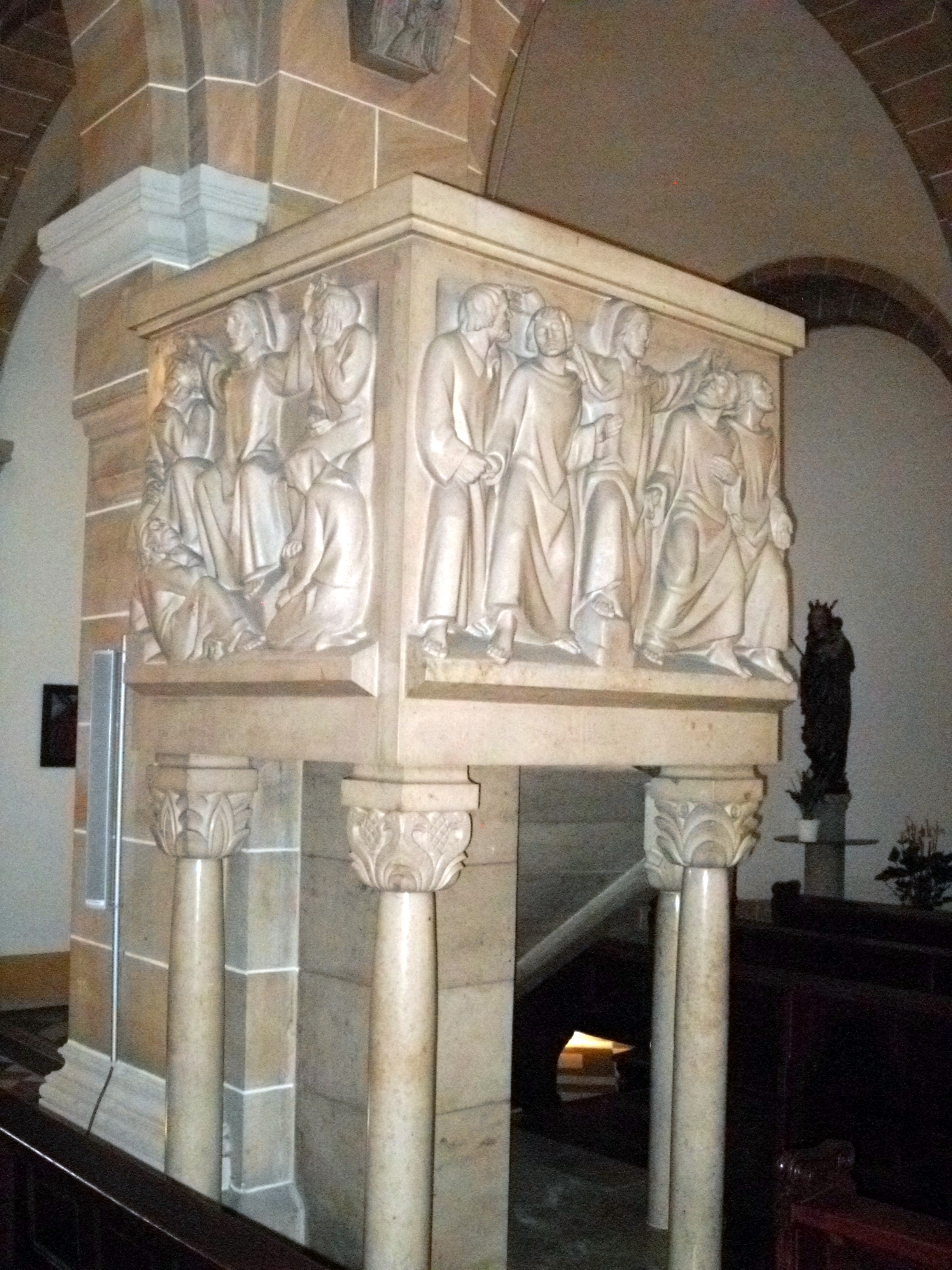
Kanzel in St. Raphael, Heidelberg

- 1913: Holzskulpturen der Hll. Zacharias und Elisabet in der Pfarrkirche St. Johann Baptist in Solln
- 1921: Ölberggruppe in St. Martin in Kaufbeuren
- 1928: Portalfiguren in der Evangelischen Kirche Erkersreuth
- 1929: Großes Kruzifix in der St.-Anton-Kirche in Augsburg
- 1929: Hochaltar der Pfarrkirche St. Joseph in Klingsmoos
- 1933: Pietà in der Pallottinerkirche in Limburg an der Lahn
- 1937: Figur des heiligen Apostels Judas Thaddäus in St. Thaddäus in Augsburg
- 1939: Kanzel in St. Raphael in Heidelberg-Neuenheim
- 1946: Bäuerliche Pietà in der Riedkapelle in Friesenried
- 1950: Holzskulptur des Hl. Franz in der Gelöbniskirche Maria Schutz in Kaiserslautern
- 1950: Kanzel in St. Maria in Starnberg
- 1953: Kreuzweg in Fürstenstein
- 1954: Hochaltar von St. Sebastian in Mannheim
- 1955–1956: Thomas der Auferstandene in der Heil- und Pflegeanstalt in Kaufbeuren
- 1956: Rundfiguren in St. Sebastian in Mannheim
- 1962–1966: Kreuzweg aus Lindenholz, Kanzelrelief, Taufstein, Bruder-Konrad-Statue und die Marienstatue in Augsburg St. Konrad
- Pietà in der Stiftskirche Altötting
- Herz-Jesu-Relief am Seitenaltar der St. Josephskirche in Augsburg
- Kanzelfries in der Pfarrkirche in Augsburg-Pfersee
- Reliefs an Kanzel, Altar und Chorwand von St. Ludwig in Bad Dürkheim
- Ludwigsdenkmal in Bamberg
- Lindenholz-Kruzifix in St. Heinrich in Bamberg
- Herz-Jesu-Statue in der Turm-Kapelle in Bamberg
- Altar der Kapelle der Englischen Fräulein in Deggendorf
- Relief an der Chorwand von St. Ludwig in Frankenthal
- Grabmal der Freifrau von Bodmann in Freiburg im Breisgau
- Skulpturengruppe der Hl. Dreifaltigkeitskirche in Fürstenstein
- Kopf des Hl. Ignatius von Loyola, Himmelfahrt Mariä und Gedenktafel Peter Dörfler in der Maria-Schutz-Kirche in Kaiserslautern
- Steinreliefs am Hochaltar und Mariä Himmelfahrt in der Pallottinerkirche in Limburg
- Schnitzaltar im St.-Marien-Krankenhaus in Ludwigshafen am Rhein
- Figur des seligen Winthir an der Westseite der Winthirkirche, Grabmal für Peter Dörfler sowie sein eigenes Grabmal auf dem Winthirfriedhof in München-Neuhausen[1]

## Veröffentlichungen
- Der Stein in Architektur und Plastik. Eine vergleichende Stilkunde. Callwey, München 1970, ISBN 3-7667-0109-6.
- Der Bildhauer in seiner Zeit. Der Wandel des Menschenbildes in Form, Material und Technik. Callwey, München 1975, ISBN 3-7667-0342-0.